# Aisleriot

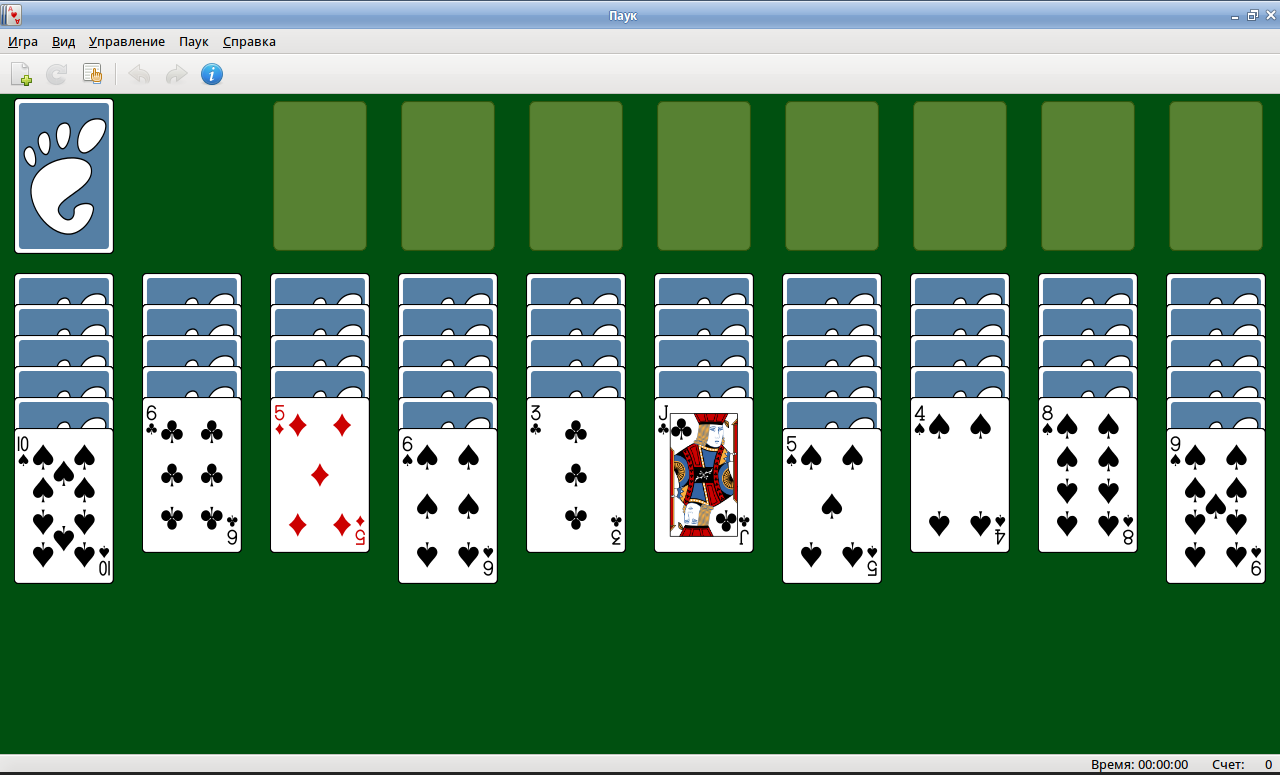
Пасьянс «Паук» с четырьмя колодами

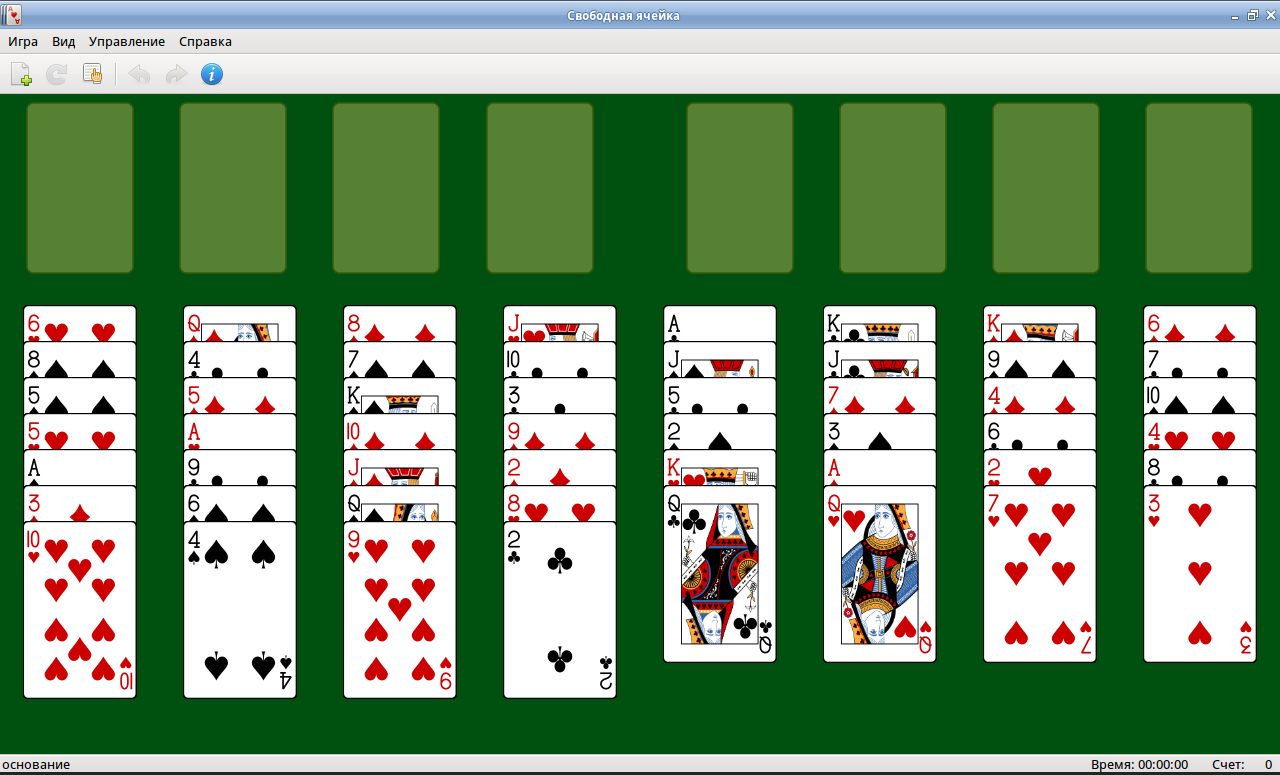
Пасьянс «Свободная ячейка» («Солитер»)

Aisleriot (AisleRiot Solitaire) — компьютерный набор пасьянсов. Традиционно включается во все стандартные дистрибутивы GNU/Linux, неоднократно дополнялся новыми пасьянсами.

## История
Набор пасьянсов Aisleriot ранее входил в состав пакета игр GNOME Games, и начиная с версии GNOME Games 3.1 (Aisleriot 3.1.0) был выделен в самостоятельное приложение.

## Пасьянсы
На данный момент Aisleriot содержит 88 пасьянсов.
Наиболее известные:
- Косынка (также — «Клондайк»)
- Паук — варианты с одной, двумя и четырьмя колодами карт
- Паук с тремя колодами
- Свободная ячейка («Солитер»)

Остальные:
- Агнэс
- Аккордеон
- Алмазная шахта
- Аудиенция у короля
- Афина
- Без восьмёрок
- Белая голова
- Бристоль
- Валентин
- Весёлые Гордоны
- Воры
- Восточное убежище
- Гигант
- Гленвуд
- Гольф
- Гробница Наполеона
- Десятый блок
- Десять поперёк
- Джамбо
- Джеймстаун
- Дорожный сундук
- Дуплеты
- Жестокость
- Западное убежище
- Зебра
- Золотая шахта
- Игра пекаря
- Изабель
- Камелот
- Канзас
- Каталажка
- Классики
- Ковёр
- Конверт
- Королевский восток
- Король Альберт
- Косичка
- Крепость
- Лабиринт
- Леди Джейн
- Лифт
- Медвежья река
- Мельница и прутик
- Монте-Карло
- Морское убежище
- Общая площадь
- Одесса
- Олд Лэнг Сайн
- Орлиное крыло
- Осаждённый замок
- Осмос
- Паучиха
- Пекарева дюжина
- Первый закон
- Подглядки
- Подземелье
- Позвоночник
- Покер
- Пролом
- Прямо вверх
- Рука и кошелёк
- Скафл
- Склад
- Скорпион
- Сорок воров
- Сосед
- Стиль
- Сэр Томми
- Терраса
- Тётя Мэри
- Трейз
- Тринадцать
- Три острия
- Улицы и аллеи
- Урожай
- Фортуна
- Хельсинки
- Цыгане
- Часы
- Четырнадцать
- Шахматная доска
- Элиминатор
- Эскалатор
- Юкон